# Quinto Fúlvio Gilão Bício Próculo
Quinto Fúlvio Gilão Bício Próculo (em latim: Quintus Fulvius Gillo Bittius Proculus; m. 119) foi um senador romano nomeado cônsul sufecto para o nundínio de novembro e dezembro de 98 com Públio Júlio Lupo. Nativo da gente, Bícia, Próculo foi adotado por Marco Fúlvio Gilão, cônsul sufecto em 76.

## Carreira
Em 96-97, Próculo foi prefeito do erário de Saturno.
Um incidente relatado por Plínio foi quando Próculo, juntamente com quatro outros ex-cônsules e senadores (entre eles Lúcio Domício Apolinário, Quinto Fábio Postúmino e Aulo Dídio Galo Fabrício Vejento), se opôs a uma moção do próprio Plínio para processar o delator Publício Certo, responsável pela queda de Helvídio Prisco em 93. Apesar de Plínio ter estado praticamente sozinho nesta questão, ele conseguiu, através de sua eloquência, convencer o Senado a aprovar a abertura do processo a despeito de um pedido de Vejento. Apesar de Nerva nada ter feito, Certo foi esquecido quando concorreu ao consulado, ficou doente e morreu logo depois.
Depois do consulado, foi admitido entre os irmãos arvais e foi procônsul da Ásia entre 115 e 116. Morreu em 119.